# Åse, Viste, Barne och Laske domsagas valkrets
Åse, Viste, Barne och Laske domsagas valkrets var vid riksdagsvalen till andra kammaren 1866–1908 en egen valkrets med ett mandat. Valkretsen, som således omfattade Åse, Viste, Barne och Laske domsaga, avskaffades vid övergången till proportionellt valsystem inför andrakammarvalet 1911, då området gick upp i den nybildade Skaraborgs läns södra valkrets.

## Riksdagsmän
- Magnus Svensson, lmp (1867–1872)
- Bengt Olofsson (1873–1877)
- Anders Svenson, lmp (1878–1881)
- Johannes Andersson (1882–1884)
- Anders Svenson, lmp 1885–1887, nya lmp 1888–1893 (1885–1893)
- Anders Magnusson, nya lmp 1894, lmp 1895–1896 (1894–1896)
- Axel Bergmark, lmp (1897–1899)
- Anders Magnusson, lmp (1900–1911)

## Valresultat

### 1896
| Andrakammarvalet i Sverige 1896: Åse, Viste, Barne och Laske domsagas valkrets | Andrakammarvalet i Sverige 1896: Åse, Viste, Barne och Laske domsagas valkrets | Andrakammarvalet i Sverige 1896: Åse, Viste, Barne och Laske domsagas valkrets | Andrakammarvalet i Sverige 1896: Åse, Viste, Barne och Laske domsagas valkrets | Andrakammarvalet i Sverige 1896: Åse, Viste, Barne och Laske domsagas valkrets |
| Kandidat                                                                       | Kandidat                                                                       | Röster                                                                         | Röster                                                                         | Röster                                                                         |
| Kandidat                                                                       | Kandidat                                                                       | Antal                                                                          | %                                                                              | +− %                                                                           |
| ------------------------------------------------------------------------------ | ------------------------------------------------------------------------------ | ------------------------------------------------------------------------------ | ------------------------------------------------------------------------------ | ------------------------------------------------------------------------------ |
|                                                                                | Axel Bergmark                                                                  | 480                                                                            | 41,9                                                                           |                                                                                |
|                                                                                | Anders Magnusson                                                               | 443                                                                            | 38,7                                                                           |                                                                                |
|                                                                                | Övriga kandidater                                                              | 222                                                                            | 19,4                                                                           |                                                                                |
| Antal giltiga röster                                                           | Antal giltiga röster                                                           | 1 145                                                                          |                                                                                |                                                                                |
| Kasserade röster                                                               | Kasserade röster                                                               | 16                                                                             |                                                                                |                                                                                |
| Totalt                                                                         | Totalt                                                                         | 1 161                                                                          |                                                                                |                                                                                |

- Valdeltagandet var 40,3%.

### 1899
| Andrakammarvalet i Sverige 1899: Åse, Viste, Barne och Laske domsagas valkrets | Andrakammarvalet i Sverige 1899: Åse, Viste, Barne och Laske domsagas valkrets | Andrakammarvalet i Sverige 1899: Åse, Viste, Barne och Laske domsagas valkrets | Andrakammarvalet i Sverige 1899: Åse, Viste, Barne och Laske domsagas valkrets | Andrakammarvalet i Sverige 1899: Åse, Viste, Barne och Laske domsagas valkrets |
| Kandidat                                                                       | Kandidat                                                                       | Röster                                                                         | Röster                                                                         | Röster                                                                         |
| Kandidat                                                                       | Kandidat                                                                       | Antal                                                                          | %                                                                              | +− %                                                                           |
| ------------------------------------------------------------------------------ | ------------------------------------------------------------------------------ | ------------------------------------------------------------------------------ | ------------------------------------------------------------------------------ | ------------------------------------------------------------------------------ |
|                                                                                | Anders Magnusson                                                               | 552                                                                            | 50,4                                                                           | ▲11,7                                                                          |
|                                                                                | Axel Bergmark                                                                  | 368                                                                            | 33,6                                                                           | ▼8,3                                                                           |
|                                                                                | Övriga kandidater                                                              | 176                                                                            | 16,0                                                                           |                                                                                |
| Antal giltiga röster                                                           | Antal giltiga röster                                                           | 1 096                                                                          |                                                                                |                                                                                |
| Kasserade röster                                                               | Kasserade röster                                                               | 12                                                                             |                                                                                |                                                                                |
| Totalt                                                                         | Totalt                                                                         | 1 108                                                                          |                                                                                |                                                                                |

Valet ägde rum den 3 september 1899. Valdeltagandet var 37,4%.

### 1902
| Andrakammarvalet i Sverige 1902: Åse, Viste, Barne och Laske domsagas valkrets | Andrakammarvalet i Sverige 1902: Åse, Viste, Barne och Laske domsagas valkrets | Andrakammarvalet i Sverige 1902: Åse, Viste, Barne och Laske domsagas valkrets | Andrakammarvalet i Sverige 1902: Åse, Viste, Barne och Laske domsagas valkrets | Andrakammarvalet i Sverige 1902: Åse, Viste, Barne och Laske domsagas valkrets |
| Kandidat                                                                       | Kandidat                                                                       | Röster                                                                         | Röster                                                                         | Röster                                                                         |
| Kandidat                                                                       | Kandidat                                                                       | Antal                                                                          | %                                                                              | +− %                                                                           |
| ------------------------------------------------------------------------------ | ------------------------------------------------------------------------------ | ------------------------------------------------------------------------------ | ------------------------------------------------------------------------------ | ------------------------------------------------------------------------------ |
|                                                                                | Anders Magnusson                                                               | 502                                                                            | 59,0                                                                           | ▲8,6                                                                           |
|                                                                                | J. Andersson i Bäreberg                                                        | 198                                                                            | 23,3                                                                           |                                                                                |
|                                                                                | Övriga kandidater                                                              | 151                                                                            | 17,7                                                                           |                                                                                |
| Antal giltiga röster                                                           | Antal giltiga röster                                                           | 851                                                                            |                                                                                |                                                                                |
| Kasserade röster                                                               | Kasserade röster                                                               | 13                                                                             |                                                                                |                                                                                |
| Totalt                                                                         | Totalt                                                                         | 864                                                                            |                                                                                |                                                                                |

Valet ägde rum den 7 september 1902. Valdeltagandet var 29,5%.

### 1905
| Andrakammarvalet i Sverige 1905: Åse, Viste, Barne och Laske domsagas valkrets | Andrakammarvalet i Sverige 1905: Åse, Viste, Barne och Laske domsagas valkrets | Andrakammarvalet i Sverige 1905: Åse, Viste, Barne och Laske domsagas valkrets | Andrakammarvalet i Sverige 1905: Åse, Viste, Barne och Laske domsagas valkrets | Andrakammarvalet i Sverige 1905: Åse, Viste, Barne och Laske domsagas valkrets |
| Kandidat                                                                       | Kandidat                                                                       | Röster                                                                         | Röster                                                                         | Röster                                                                         |
| Kandidat                                                                       | Kandidat                                                                       | Antal                                                                          | %                                                                              | +− %                                                                           |
| ------------------------------------------------------------------------------ | ------------------------------------------------------------------------------ | ------------------------------------------------------------------------------ | ------------------------------------------------------------------------------ | ------------------------------------------------------------------------------ |
|                                                                                | Anders Magnusson                                                               | 1 039                                                                          | 71,0                                                                           | ▲12,0                                                                          |
|                                                                                | A.G. Johansson i Vedum                                                         | 318                                                                            | 21,7                                                                           |                                                                                |
|                                                                                | Övriga kandidater                                                              | 107                                                                            | 7,3                                                                            |                                                                                |
| Antal giltiga röster                                                           | Antal giltiga röster                                                           | 1 464                                                                          |                                                                                |                                                                                |
| Kasserade röster                                                               | Kasserade röster                                                               | 13                                                                             |                                                                                |                                                                                |
| Totalt                                                                         | Totalt                                                                         | 1 477                                                                          |                                                                                |                                                                                |

Valet ägde rum den 10 september 1905. Valdeltagandet var 48,1%.

### 1908
| Andrakammarvalet i Sverige 1908: Åse, Viste, Barne och Laske domsagas valkrets | Andrakammarvalet i Sverige 1908: Åse, Viste, Barne och Laske domsagas valkrets | Andrakammarvalet i Sverige 1908: Åse, Viste, Barne och Laske domsagas valkrets | Andrakammarvalet i Sverige 1908: Åse, Viste, Barne och Laske domsagas valkrets | Andrakammarvalet i Sverige 1908: Åse, Viste, Barne och Laske domsagas valkrets |
| Kandidat                                                                       | Kandidat                                                                       | Röster                                                                         | Röster                                                                         | Röster                                                                         |
| Kandidat                                                                       | Kandidat                                                                       | Antal                                                                          | %                                                                              | +− %                                                                           |
| ------------------------------------------------------------------------------ | ------------------------------------------------------------------------------ | ------------------------------------------------------------------------------ | ------------------------------------------------------------------------------ | ------------------------------------------------------------------------------ |
|                                                                                | Anders Magnusson                                                               | 1 067                                                                          | 67,9                                                                           | ▼3,1                                                                           |
|                                                                                | Lars Petter Karlsson (liberal)                                                 | 447                                                                            | 28,5                                                                           |                                                                                |
|                                                                                | Övriga kandidater                                                              | 57                                                                             | 3,6                                                                            |                                                                                |
| Antal giltiga röster                                                           | Antal giltiga röster                                                           | 1 571                                                                          |                                                                                |                                                                                |
| Kasserade röster                                                               | Kasserade röster                                                               | 12                                                                             |                                                                                |                                                                                |
| Totalt                                                                         | Totalt                                                                         | 1 583                                                                          |                                                                                |                                                                                |

Valet ägde rum den 6 september 1908. Valdeltagandet var 49,2%.